# 晋源文廟
晋源文廟（しんげんぶんびょう）は、中華人民共和国山西省太原市晋源区に位置する孔子廟。「太原県文廟」とも呼ばれる。

## 歴史
明の洪武6年（1373年）に建立され、その後も幾度にわたって増築されてきた。
2004年6月10日、山西省人民政府は文廟を省級文物保護単位に指定した。2013年3月、中華人民共和国国務院は文廟を第七批全国重点文物保護単位に昇格させた。

## 建築物
照壁、欞星門、泮池、大成殿、明倫堂、敬一亭、蔵経閣